# 德國1933年授權法
《授权法》（德語：Ermächtigungsgesetz），正式名称是《解除人民與帝國苦難法》（Gesetz zur Behebung der Not von Volk und Reich），在1933年3月23日由德國國會修憲通过，代表著德國由政局不穩的威瑪共和國變為獨裁的第三帝國。在国会纵火案后，執政的纳粹党藉國會重新選舉取得更多席位，並在認定共產黨非法的前提下，完成三分之二國會議員通過的合法修憲程序，容许时任德国总理的阿道夫·希特勒和他的内阁可以不需要议会而通过任何法案，為其建立独裁政权鋪路。雖然《授权法》違反自由民主、權力分立等《威瑪憲法》意旨，但後者消極的審查機制卻無力裁定《授權法》違憲。

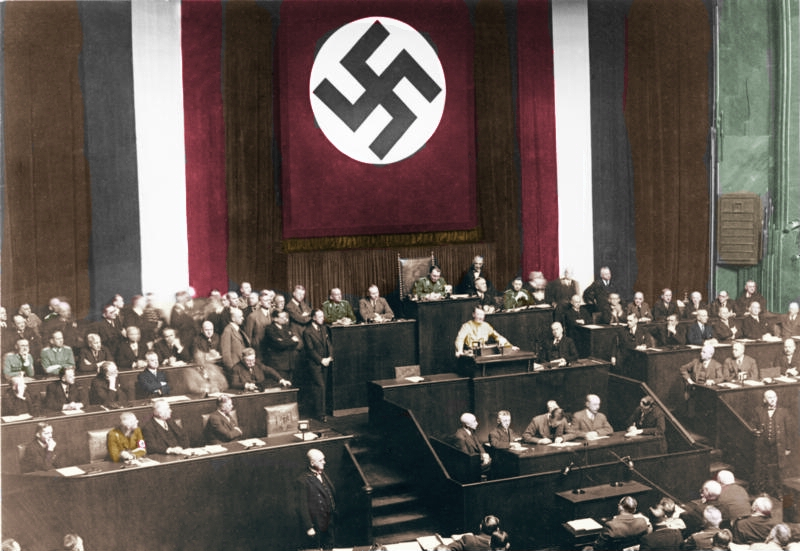
1933年3月23日，阿道夫·希特勒於國會發表講話。希特勒在尋求對《授權法案》的通過時提出了友好合作的可能性，承諾如果獲得緊急權力，不會威脅國會、總統、各邦以及教會

## 背景
當時德國國會因應戰後經濟蕭條、凡爾賽條約所要求的巨額賠款所造成的社會不安及動盪，數次制定法律授權政府處理，效期數月不等，並向國會報告。然無一政黨擁有國會過半數席次，組成的聯合內閣頻繁更迭，議事立法效率不彰，多次由聯邦大總統出面發佈緊急命令替代法律、甚至不惜以解散國會要脅，組成「總統內閣」（Präsidialkabinett）穩定政局。1932年就發佈59道緊急命令，而國會僅通過5項法案。
《威瑪憲法》第76條規定修憲得用立法手續，須有国会法定人數三分之二之出席及出席議員三分之二之贊成，再經參議會投票數三分之二贊成，始得成立。
1932年11月6日国会选举，选举结果584席中，纳粹党佔有196席；德国社会民主党是议会中第二大党，佔有121席；第三大党德国共产党，佔有100席，后兩党坚决反对通过《授权法》，希特勒說服興登堡解散國會於翌年重新選舉。1933年2月27日德國國會大廈失火，随后戈林立即宣称这起纵火案是荷蘭的共产党人所為，在3月1日宣布共產黨意圖暴動，因此為非法。1933年3月5日国会重新選舉，而納粹黨已先利用國會縱火案大肆逮捕共產黨及壓迫社會民主黨人士。选举结果647席中，納粹黨赢得了288席，社會民主黨取得120席，共產黨雖然被列非法，但仍取得81席；納粹黨加中央黨（73席）席次雖過半數，然而没有能達到2/3仍不足以修憲，於是威脅利誘國家人民黨及天主教中央黨支持。

## 立法过程
3月23日通過法案時，“81名共产黨議員全數缺席、不列入法定人數”。原本缺席等同于弃权，仍需计入总席数，但实际上是使当选的81名共产党议员的资格无效，且并未对空出的议席重新选举，或是按“缺席”计入总席数，由此抹掉了这81个议席，将总议席数减为566个。虽然社會民主黨仍不合作，26位缺席、出席94名均投反對票，已势单力薄。參議會由各邦政府派代表組成，在納粹整肅異己後，對此修憲案是一致通過。

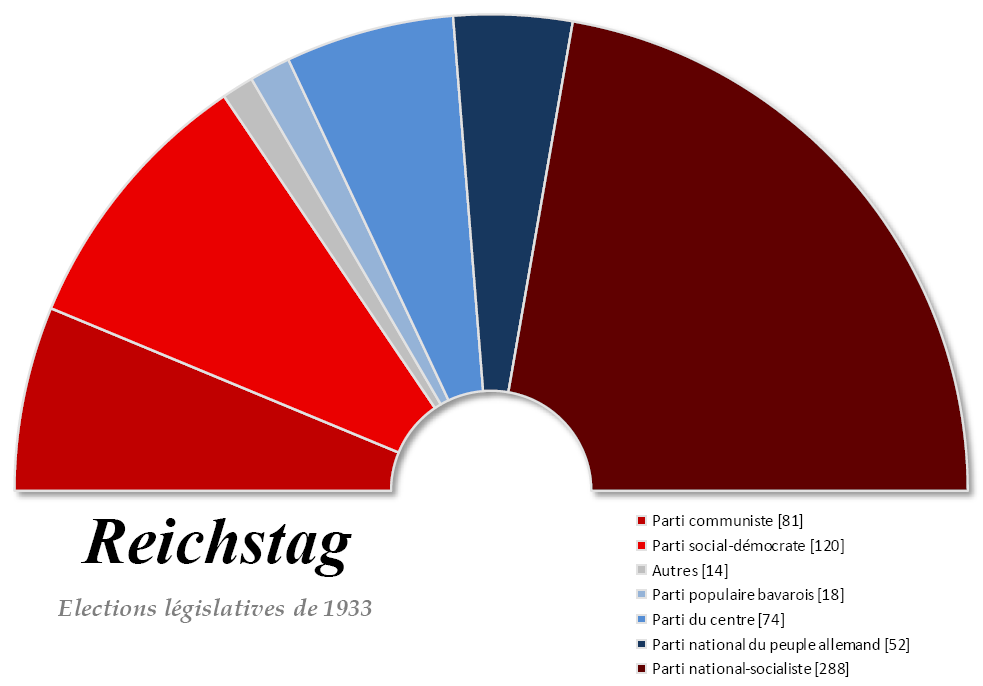
1933年大选后，647个德国帝国议会席位分配如图(由左至右剛好是意識形態分布)

### 授權法投票
| 政黨 | 政黨               | 政黨       | 議員 | 贊成         | 反對        | 缺席         |
| ---- | ------------------ | ---------- | ---- | ------------ | ----------- | ------------ |
|      | 纳粹党             | NSDAP      | 288  | 288          | —           | —            |
|      | 德国社会民主党     | SPD        | 120  | —            | 94          | 26           |
|      | 德国共产党         | KPD        | 81   | —            | —           | 81           |
|      | 德國中央黨         | 德國中央黨 | 73   | 72           | —           | 1            |
|      | 德国国家人民党     | DNVP       | 52   | 52           | —           | —            |
|      | 巴伐利亞人民黨     | BVP        | 19   | 19           | —           | —            |
|      | 德國國家黨         | DStP       | 5    | 5            | —           | —            |
|      | 基督教社會人民服務 | CSVD       | 4    | 4            | —           | —            |
|      | 德国人民党         | DVP        | 2    | 1            | —           | 1            |
|      | 德国农民党         | DBP        | 2    | 2            | —           | —            |
|      | 农业联盟           | 农业联盟   | 1    | 1            | —           | —            |
| 總計 | 總計               | 總計       | 647  | 444 (68.62%) | 94 (14.53%) | 109 (16.85%) |

## 全文
国会制定以下達成憲法修正案要件的法律，經參議會同意後公佈：
第一條 帝國法律除憲法規定手續外，可由帝國政府制定之。包括憲法第85條第2項（依法編列預算）和第87條（依法舉債）所指的法律。
第二條 帝國政府制定法律只要不影響帝國議會與帝國參議會制度，可不受憲法之限制。總統的權限不變。
第三條 帝國政府法律由總理制定之，並發佈於帝國法律公報（Reichsgesetzblatt）上，除另有規定外，公佈翌日起生效。不適用憲法第68至77條之規定（國會立法）。
第四條 帝國與外國條約涉及立法事項無需帝國議會同意，帝國政府得採行必要的法規實施之。
第五條 本法自公佈之日起生效。至1937年4月1日或現在帝國政府被取代時失效。

## 備案
1934年1月30日通過《帝國重建法》規定政府可制定新憲法；同年8月2日總統興登堡去世，總理希特勒兼職成為元首，時任內政部長威廉·弗利克因應大德意志提出新憲法取代《授權法》構想，但希特勒寧用《威瑪憲法》第48條緊急處分權力維繫統治，故予以回絕。1937年《授權法》效期屆滿前，弗利克等欲將緊急狀態轉為常態法制化又提出「帝國立法法案」如下：
- 第一條 帝國法律由元首兼帝國總理發布。法律基於帝國部長提案、帝國政府評議之。
- 第二條 帝國法律由元首兼帝國總理裁可、帝國法律公報公布之。

希特勒在1937年1月26日內閣會議上，則以「除非國家基本法律精簡到學童足以牢記，才有助於修正整個帝國立法程序。」再度拒絕，而採延長《授權法》效期方式。

## 效力
原規定效期四年，在效力屆滿前由國會分別於1937年1月30日、1939年1月30日延長一次，1943年5月10日以元首命令（Führererlass）再延長一次至納粹政權覆滅。1945年9月20日，在德國投降四個多月後，盟国管制理事会通過第1號法規廢止《授權法》等納粹法律。
本法效力位階，當時及日後學者多認為按修憲程序，在《威瑪憲法》架構下與其牴觸者失效；曾支持納粹政權的著名法學者恩斯特·魯道夫·胡伯和卡尔·施米特則主張那時《威瑪憲法》已消滅。
若依卡爾·施密特的「憲章」（Verfassung）、「憲律」（Verfassungsgesetz）理論，納粹以《授權法》將《威瑪憲法》制憲意旨核心，即「憲章」的民主原則、權力分立、人民權利保障等法治國根本性規範全數推翻，已超出修憲範疇，雖為時效性緊急法案，但實質上與制憲無異。
另外，《威瑪憲法》過度消極的違憲審查機制，無法對《授權法》是否合憲作出解釋及裁決。

## 影響
在授權期間國會無立法權，亦無須總統簽署，只要內閣通過公佈於公報上即生效的「政府法律」（Regierungsgesetz），政府可自訂法律不受限制，因此將納粹定為國家唯一合法政黨，總統職務於興登堡去世後與總理合一為元首等，遂行獨裁統治。
二戰後，德國牢記《威瑪憲法》毀壞教訓，避免重蹈覆轍如下：
- 以「憲章」、「憲律」說強調憲法架構的穩定性和修改界限。在《德國基本法》有規定不得修改之條款。
- 《德國基本法》規定憲法法院保護憲政運作。
- 建構「戰鬥性民主」（Streitbare Demokratie）[b]理論，《德國基本法》引進抵抗權概念，如無其他救濟方法之下，留給人民對抗獨裁專制政權的空間。

## 参考文献

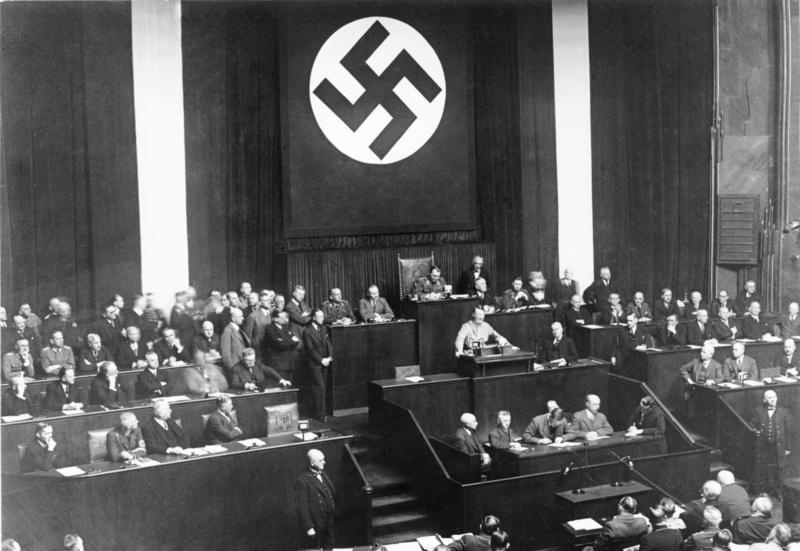
帝國議會遭縱火後移至克羅爾歌劇院開議，希特勒在台上演說推動法案。
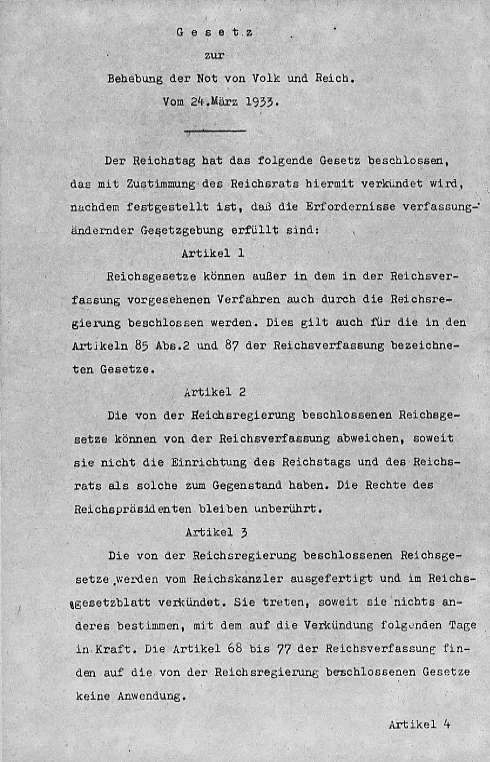
《授權法》文本第1頁
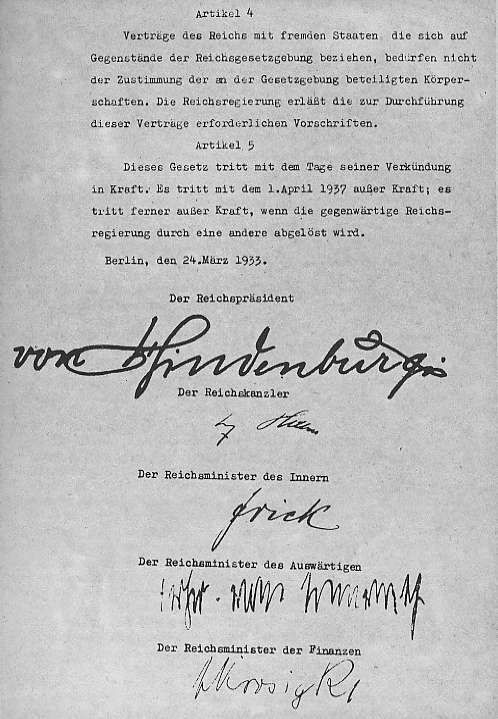
《授權法》文本第2頁